# Gnaeus Matius

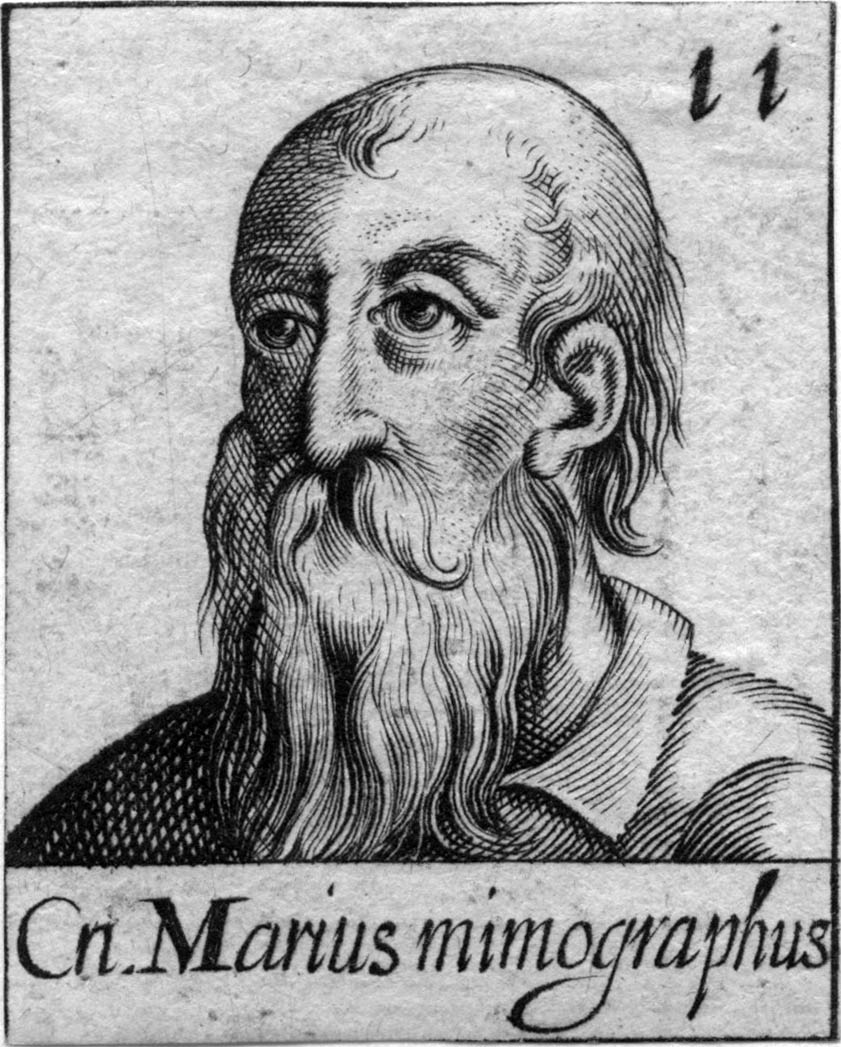
Gnaeus Matius

Gnaeus Matius (auch Gnaeus Mattius) war ein römischer Dichter republikanischer Zeit, der zu Beginn des 1. Jahrhunderts v. Chr. wirkte. Von seinen Werken sind lediglich 17 Fragmente erhalten.
Die älteste Erwähnung des Gnaeus Matius stammt von Varro, der ihn in seinem zwischen 47 und 43 v. Chr. verfassten Werk De lingua Latina zweimal zitiert. Bereits diese Zitate zeugen von dem einen der Werke des Matius: Der Übersetzung von Homers Ilias ins Lateinische. So entspricht das bei Varro überlieferte Corpora Graiorum maerebat mandier igni dem homerischen Vers 56 „κήδετο γὰρ Δαναῶν, ὅτι ῥα θνήσκοντας ὁρᾶτο“ („Denn sie sorgt’ um der Danaer Volk, die Sterbenden schauend“) aus dem ersten Buch der Ilias. Neben den beiden Fragmenten bei Varro lassen sich sechs weitere, die sich bei Gellius sowie bei den spätantiken Grammatikern Diomedes Grammaticus, Priscian und Flavius Sosipater Charisius finden, dem Übersetzungswerk oder der Ilias-Bearbeitung zuweisen. Da all diese Zitate bei Antiquaren und Grammatikern angeführt werden und keinen Niederschlag etwa in den Werken Ciceros fanden – der stattdessen sich an eigenen Übertragungen versuchte –, war die Wertschätzung dieser Übersetzung wohl nicht allzu groß.
Die größere Anzahl der erhaltenen Fragmente des Matius lässt sich Mimiamben zuordnen, im Versmaß des Jambus verfassten Stücken der Theatergattung Mimus, die Matius als Choliamben ausführte. Letzteres spricht dafür, dass sie nicht für eine Aufführung, sondern für die Rezitation verfasst wurden. Terentianus Maurus nennt Hipponax, den Erfinder des Choliambus, als sein Vorbild. Doch scheint er vor allem Herodas nachgeahmt zu haben. Eine direkte Übersetzung des Herodas ist nicht nachzuweisen, aber möglich. Die Mimiamben sind überliefert bei Gellius, Macrobius, Priscian und möglicherweise bei Nonius Marcellus.